# Дерліген
Дерліген (нім. Därligen) — громада  в Швейцарії в кантоні Берн, адміністративний округ Інтерлакен-Обергаслі.

## Географія
Громада розташована на відстані близько 45 км на південний схід від Берна.
Дерліген має площу 6,9 км², з яких на 5,8% дозволяється будівництво (житлове та будівництво доріг), 19,5% використовуються в сільськогосподарських цілях, 66,2% зайнято лісами, 8,5% не є продуктивними (річки, льодовики або гори).

## Демографія
2019 року в громаді мешкало 421 особа (+1,9% порівняно з 2010 роком), іноземців було 14,5%. Густота населення становила 61 осіб/км².
За віковим діапазоном населення розподілялося таким чином: 20,4% — особи молодші 20 років, 56,1% — особи у віці 20—64 років, 23,5% — особи у віці 65 років та старші. Було 201 помешкань (у середньому 2,1 особи в помешканні).
Із загальної кількості 75 працюючих 13 було зайнятих в первинному секторі, 8 — в обробній промисловості, 54 — в галузі послуг.